# Тёребуда
Тёребуда (швед. Töreboda) — населённый пункт и центр коммуны Тёребуда в лене Вестра-Гёталанд, Швеция с населением в 4 189 человек (2010 год). Каждые три года начиная с 2000, в середине июля в городе проводится фестиваль. Тьоребуда является родным городом для всемирноизвестной панк-группы Asta Kask (англ.).

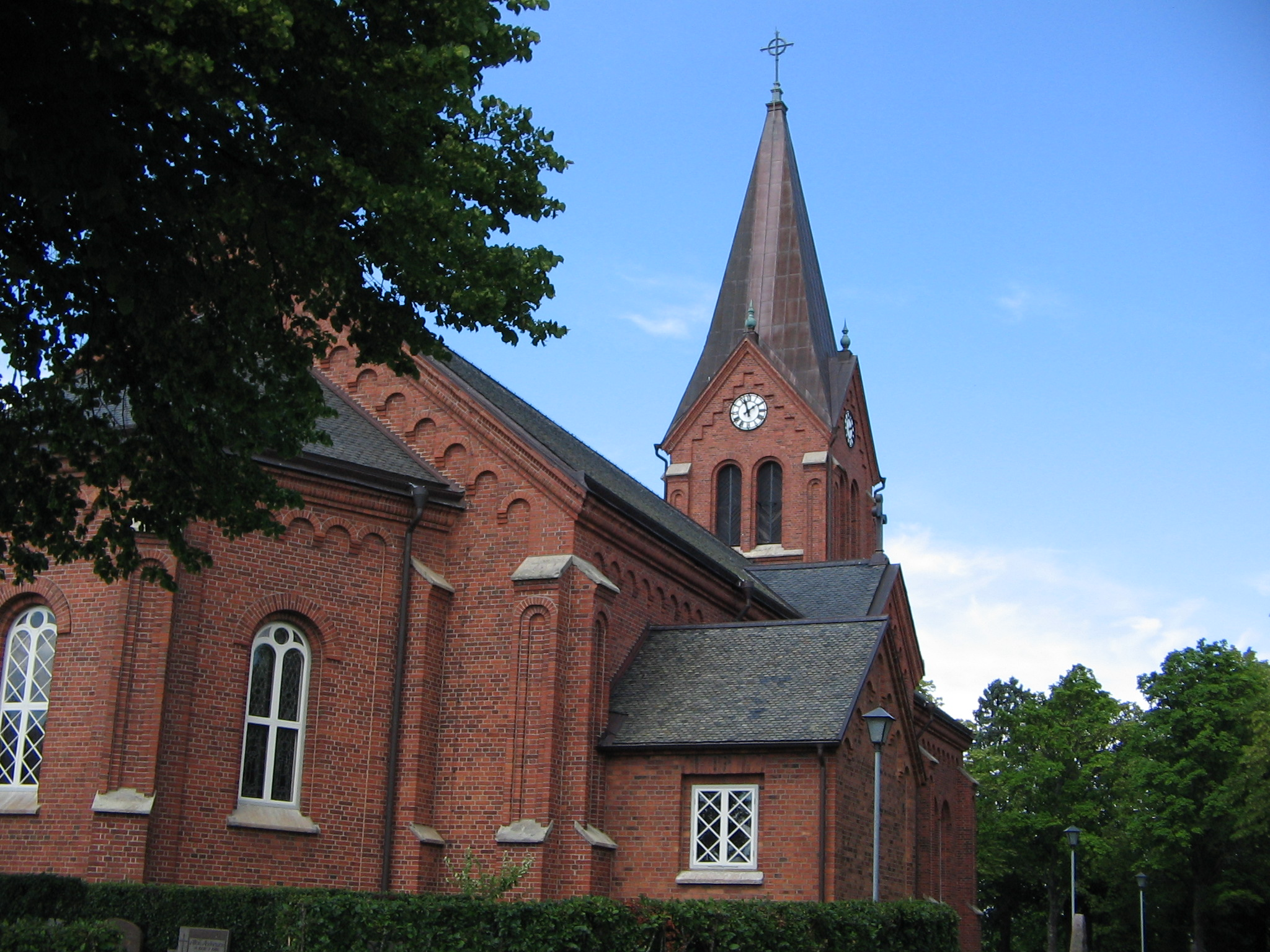
Церковь в Тьоребуде

## Экономика
В Тёребуде находится фабрика по изготовлению цветочных горшков, которая изготавливает керамические изделия из местной глины.